# 2-Nitroanilina
2-Nitroanilina, também conhecida como orto-nitroanilina e o-nitroanilina, é uma anilina acrescida de um grupo funcional nitro na posição 2.